# Знак плюс-мінус
Знак плюс-мінус (±) — математичний символ, що, стоячи перед деяким виразом, означає, що значення цього виразу може бути як додатнім, так і від'ємним. Часто використовується, наприклад, для вказання:
- діапазону зміни деяких параметрів;
- інструментальної точності вимірювання фізичної величини;
- очікуваного розкиду значень статистично виміряного параметра;
- інтервала значень результату в наближених математичних обчисленнях.

## Приклади
Приклад 1: фраза «напруга в мережі має становити 220 ± 4,5 вольт» означає, що напруга має лежати в діапазоні від 215,5 до 224,5 вольт.
Приклад 2, де символ «плюс-мінус» треба розуміти буквально, як вказівку альтернативи з-поміж двох варіантів — відома формула для обчислення двох коренів квадратного рівняння {\displaystyle ax^{2}+bx+c=0}:
{\displaystyle \displaystyle x={\frac {-b\pm {\sqrt {b^{2}-4ac}}}{2a}}.}
Ця формула — компактний запис, що об'єднує формули для першого і другого кореня:
{\displaystyle \displaystyle x_{1}={\frac {-b+{\sqrt {b^{2}-4ac}}}{2a}}}; {\displaystyle \displaystyle x_{2}={\frac {-b-{\sqrt {b^{2}-4ac}}}{2a}}.}
Приклад 3, аналогічний другому, тригонометричний:
{\displaystyle \sin(x\pm y)=\sin(x)\cos(y)\pm \cos(x)\sin(y).\,}
Приклад 4. Тут тлумачення символу плюс-мінус інакше: треба вибрати знак одночлена в залежності від його номера в ряді:
{\displaystyle \sin \left(x\right)=x-{\frac {x^{3}}{3!}}+{\frac {x^{5}}{5!}}-{\frac {x^{7}}{7!}}+\cdots \pm {\frac {1}{(2n+1)!}}x^{2n+1}+\cdots .}

## Знак мінус-плюс
У знака плюс-мінус є варіант: знак {\displaystyle \mp } (мінус-плюс). Він використовується разом з одним або декількома знаками плюс-мінус і означає, що знакові плюс в плюс-мінусі суворо відповідає знак мінус в мінус-плюсі, і навпаки. Приклад:
{\displaystyle \cos(x\pm y)=\cos(x)\cos(y)\mp \sin(x)\sin(y)}
Це компактний запис двох формул:
{\displaystyle \cos(x+y)=\cos(x)\cos(y)-\sin(x)\sin(y);~\cos(x-y)=\cos(x)\cos(y)+\sin(x)\sin(y)}

## Кодування
- В Юнікоді знак {\displaystyle \pm } має код U+00B1 ± PLUS-MINUS SIGN (HTML &#177;⧼dot-separator⧽ &plusmn;), а знак {\displaystyle \mp } має код U+2213 ∓ MINUS-OR-PLUS SIGN (HTML &#8723;)
- В ISO 8859-1 символ плюс-мінус має код 0xB1.
- В TeX знаки плюс-мінус і мінус-плюс кодуються як \pm та \mp відповідно.
- В системі Microsoft Windows для введення символу плюс-мінус можна, затиснувши клавішу Alt, ввести на цифровій клавіатурі число 0177.
- В системах Linux/Unix ввести символ плюс-мінус можна послідовністю compose+±.